# Club de Fútbol Épila
El Club Fútbol Épila es un club de fútbol español del municipio zaragozano de Épila, en Aragón. Fue fundado originalmente en 1947, y actualmente compite en la Tercera Federación (Grupo XVII).

## Historia
Club fundado en 1947 bajo el nombre de Club Deportivo Épila Frente de Juventudes, fue inscrito en la Federación Aragonesa de Fútbol con dicha denominación, propia de las instituciones del primer franquismo, como las Educación y Descanso.
Ascendió a Tercera División de España por primera vez en 1967, donde sólo competiría durante una campaña, poco antes de su desaparición en 1972. Un año después la institución sería refundada con el nombre de Club Juventud Épila. En 1990 cambiaría su nombre al actual de Asociación Deportiva Club de Fútbol Épila.
Volvería a la Tercera División casi treinta años después para la temporadas 1996-97, que acabaría penúltima y volvería a las categorías regionales hasta su ascenso, justo dos décadas después, para la 2016-17, en la volvería a repetir posición. Su retorno a categorías nacionales sin embargo no se dilataría tanto tras competir tres temporadas en Preferente para retomar la categoría en la 2020-21, última campaña antes de la reforma de las categorías nacionales de la RFEF.
Debutó en Copa del Rey el 11 de noviembre de 2020 en la ronda interterriorial de la edición CXVII, que le enfrentaría al Club Esportiu Cardassar del grupo balear de la Tercera División de España, que superaría a los aragoneses en los penalties tras empatar a cero al final del tiempo extra.

## Estadio
El Club Fútbol Épila disputa sus partidos en el campo municipal de fútbol La Huerta, inaugurado el 4 de enero de 1995 y cuyo terreno de juego es actualmente de césped artificial.

## Uniforme
- Uniforme titular: Camiseta, pantalón y calzas azules.
- Uniforme alternativo: Camiseta roja, pantalón y calzas negras

## Datos del club
- Temporadas en Tercera División: 4.
- Clasificación histórica de la Tercera División: 1452º.
- Participaciones en la Copa del Rey: 1.
- Mejor puesto en Copa del Rey: ronda previa (2020-21).

## Palmarés

### Campeonatos regionales
- Regional Preferente de Aragón (3): 1995-96 (Grupo 1), 2015-16 (Grupo 2), 2019-20 (Grupo 2).
- Primera Regional de Aragón (2): 1966-67, 2013-14 (Grupo 3).
- Segunda Regional de Aragón (1): 2012-13 (Grupo 3-1).
- Subcampeón de la Primera Regional de Aragón (2): 1991-92 (Grupo 3), 2003-04 (Grupo 3).